# Rezolucja Rady Bezpieczeństwa ONZ nr 287
Rezolucja Rady Bezpieczeństwa ONZ nr 287 została przyjęta jednomyślnie 10 października 1970 r.
Po przeanalizowaniu wniosku Fidżi o członkostwo w Organizacji Narodów Zjednoczonych, Rada zaleciła Zgromadzeniu Ogólnemu przyjęcie tego państwa do swojego grona.

## Źródło
- UNSCR - Resolution 287